# Recopa Sul-Americana de 2014
A Recopa Sul-Americana de 2014, oficialmente Recopa Santander Sudamericana 2014 por motivos de patrocínio, foi a 21.ª edição do torneio continental realizado anualmente pela Confederação Sul-Americana de Futebol (CONMEBOL).
A edição de 2014 contou com a participação do Atlético Mineiro, campeão da Copa Libertadores de 2013 e do Lanús, campeão da Copa Sul-Americana de 2013. No dia 20 de maio foram definidas as datas de 16 e 23 de julho para disputa do torneio.
O primeiro jogo foi realizado na cidade de Lanús, no Estádio La Fortaleza e o segundo jogo em Belo Horizonte, no Estádio Mineirão. Ambos os jogos foram vencidos pelo Atlético Mineiro, sendo que no segundo e decisivo confronto foi necessário uma prorrogação que terminou com a vitória do clube brasileiro por 4–3.

## Participantes
| Clube            | Cidade         | Classificação                                   | Participação |
| ---------------- | -------------- | ----------------------------------------------- | ------------ |
| Atlético Mineiro | Belo Horizonte | Campeão da Copa Libertadores da América de 2013 | 1ª           |
| Lanús            | Lanús          | Campeão da Copa Sul-Americana de 2013           | 1ª           |

## Partidas

### Primeiro jogo
| 16 de julho   | Lanús | 0 – 1     | Atlético Mineiro   | Estádio La Fortaleza, Lanús |
| 22:00 (UTC-3) |       | Relatório | Diego Tardelli 65' | Árbitro: PAR Antonio Arias  |

| Lanús | Atl. Mineiro |

| GR                         | 1  | Agustín Marchesín     |     |     |
| LD                         | 4  | Carlos Araujo         |     |     |
| ZA                         | 14 | Gustavo Gómez         | 71' |     |
| ZA                         | 2  | Diego Braghieri       |     |     |
| LE                         | 6  | Maximiliano Velázquez | 85' |     |
| VL                         | 5  | Diego González        |     |     |
| VL                         | 15 | Leandro Somoza        |     |     |
| MC                         | 16 | Víctor Ayala          |     | 64' |
| AT                         | 18 | Lucas Melano          |     | 56' |
| AT                         | 9  | Santiago Silva        |     |     |
| AT                         | 23 | Oscar Benítez         | 63' | 76' |
| Reservas:                  |    |                       |     |     |
| GR                         | 12 | Matías Ibáñez         |     |     |
| ZA                         | 24 | Matías Martínez       |     |     |
| LD                         | 3  | Alejandro Silva       |     | 76' |
| MC                         | 21 | Nicolás Pasquini      |     |     |
| MC                         | 22 | Jorge Ortiz           |     | 64' |
| MC                         | 11 | Jorge Valdez Chamorro |     |     |
| AT                         | 7  | Lautaro Acosta        |     | 56' |
| Treinador:                 |    |                       |     |     |
| Guillermo Barros Schelotto |    |                       |     |     |

| GR          | 1  | Victor            |     |     |
| LD          | 2  | Marcos Rocha      |     |     |
| ZA          | 3  | Leonardo Silva    |     |     |
| ZA          | 14 | Jemerson          | 89' |     |
| LE          | 19 | Emerson Conceição | 21' |     |
| VL          | 5  | Pierre            | 59' |     |
| VL          | 8  | Leandro Donizete  |     |     |
| MC          | 10 | Ronaldinho Gaúcho |     | 46' |
| MC          | 11 | Maicosuel         |     |     |
| AT          | 9  | Diego Tardelli    |     |     |
| AT          | 21 | André             |     | 46' |
| Reservas:   |    |                   |     |     |
| GR          | 12 | Giovanni          |     |     |
| LD          | 20 | Alex Silva        |     |     |
| VL          | 25 | Josué             |     |     |
| MC          | 23 | Jesús Dátolo      |     |     |
| AT          | 7  | Jô                |     | 46' |
| AT          | 17 | Guilherme         | 62' | 46' |
| AT          | 18 | Luan              |     |     |
| Treinador:  |    |                   |     |     |
| Levir Culpi |    |                   |     |     |

| Bandeirinhas: Carlos Cáceres Darío Gaona Quarto árbitro: Julio Quintana |

### Segundo jogo
| 23 de julho   | Atlético Mineiro                                                                | 4 – 3 (pro) | Lanús                               | Estádio Mineirão, Belo Horizonte             |
| 22:00 (UTC-3) | Diego Tardelli 6' (pen) · Maicosuel 37' · Gómez 102' (g.c.) · Ayala 111' (g.c.) | Relatório   | Ayala 8' · Silva 25' · Acosta 90+3' | Público: 54 786 Árbitro: URU Roberto Silvera |

| Atl. Mineiro | Lanús |

| GR          | 1  | Victor            |      |     |
| LD          | 2  | Marcos Rocha      |      |     |
| ZA          | 3  | Leonardo Silva    |      |     |
| ZA          | 4  | Réver             | 96'  |     |
| LE          | 19 | Emerson Conceição |      |     |
| VL          | 5  | Pierre            | 18'  |     |
| VL          | 8  | Leandro Donizete  | 119' |     |
| MC          | 10 | Ronaldinho Gaúcho |      | 64' |
| MC          | 11 | Maicosuel         |      | 75' |
| AT          | 9  | Diego Tardelli    | 7'   | 88' |
| AT          | 7  | Jô                |      |     |
| Reservas:   |    |                   |      |     |
| GR          | 12 | Giovanni          |      |     |
| LD          | 20 | Alex Silva        |      |     |
| ZA          | 14 | Jemerson          |      |     |
| VL          | 25 | Josué             |      |     |
| MC          | 23 | Jesús Dátolo      |      | 88' |
| AT          | 17 | Guilherme         |      | 75' |
| AT          | 18 | Luan              |      | 64' |
| Treinador:  |    |                   |      |     |
| Levir Culpi |    |                   |      |     |

| GR                         | 1  | Agustín Marchesín     |      |      |
| LD                         | 4  | Carlos Araujo         |      | 74'  |
| ZA                         | 14 | Gustavo Gómez         | 104' | 106' |
| ZA                         | 2  | Diego Braghieri       | 94'  |      |
| LE                         | 6  | Maximiliano Velázquez |      |      |
| VL                         | 5  | Diego González        | 65'  |      |
| VL                         | 15 | Leandro Somoza        | 44'  |      |
| MC                         | 16 | Víctor Ayala          | 42'  |      |
| MC                         | 22 | Jorge Ortiz           |      | 106' |
| AT                         | 9  | Santiago Silva        |      |      |
| AT                         | 7  | Lautaro Acosta        | 117' |      |
| Reservas:                  |    |                       |      |      |
| GR                         | 12 | Matías Ibáñez         |      |      |
| ZA                         | 24 | Matías Martínez       |      |      |
| LD                         | 3  | Alejandro Silva       |      |      |
| MC                         | 21 | Nicolás Pasquini      |      | 106' |
| MC                         | 11 | Jorge Valdez Chamorro |      |      |
| AT                         | 23 | Oscar Benítez         |      | 106' |
| AT                         | 18 | Lucas Melano          |      | 74'  |
| Treinador:                 |    |                       |      |      |
| Guillermo Barros Schelotto |    |                       |      |      |

| Bandeirinhas: Miguel Nievas Nicolás Taran Quarto árbitro: Christian Ferreyra |

## Premiação
| Recopa Sul-Americana de 2014         |
| Brasil                               |
| ------------------------------------ |
| ATLÉTICO MINEIRO Campeão (1° título) |

## Artilharia
2 gols (1)
- Diego Tardelli (Atlético Mineiro)

1 gol (1)
- Lautaro Acosta (Lanús)
- Maicosuel (Atlético Mineiro)
- Santiago Silva (Lanús)
- Víctor Ayala (Lanús)

Gols-contra (2)
- Gustavo Gómez (Lanús, para o Atlético Mineiro)
- Víctor Ayala (Lanús, para o Atlético Mineiro)